# Felice Regano
Felice Regano of Regnano (Andria, 5 juni 1786 – Catania, 30 maart 1861) was bisschop van Catania (1839-1861) en titulair aartsbisschop van Catania (1859-1861), in het koninkrijk der Beide Siciliën. Hij maakte het revolutiejaar 1848 mee en het einde van de Beide Siciliën.

## Levensloop
Regano studeerde aan het priesterseminarie in Andria. Andria lag op het Zuid-Italiaanse vasteland in het koninkrijk der Beide Siciliën. In 1810 werd hij er tot priester gewijd. Hij bleef actief bij het bestuur van het bisdom Andria; hij had het ambt van kanunnik van het kathedraalkapittel.
In 1839 stelde koning Ferdinand II hem aan de paus voor ter benoeming tot bisschop van Catania op Sicilië. Gregorius XVI verleende hem nog eerst het diploma van doctor in de theologie, alvorens Regano de bisschopswijding ontving uit handen van kardinaal Emmanuele De Gregorio in Rome. 
Regano verhuisde naar Catania. In het roerige koninkrijk der Beide Siciliën tijdens de revolutie van 1848 bleef Regano loyaal aan de koning. Dit bleef hij ook nadien toen de Beide Siciliën op instorten stond en Garibaldi het einde van de Beide Siciliën afkondigde in de hoofdstad Napels (1860). In deze periode van verval bevorderde paus Pius IX Regano in persoonlijke naam tot aartsbisschop van Catania (1859). Catania bleef evenwel een bisdom. Bovendien verleende paus Pius IX hem het recht een pallium te dragen. Regano durfde het pallium niet in het openbaar te dragen omdat het herinnerde aan feodale rechten van een aartsbisschop, en dit in een context van de eenmaking van Italië die de privilegies van adel en geestelijkheid aanpakte.
In 1861 stierf aartsbisschop Regano. Het koninkrijk der Beide Siciliën bestond niet meer (1861). Zijn pallium werd op het doodsbed gelegd. Hij werd begraven in de kathedraal waar hij kanunnik geweest was: de kathedraal van Andria, zijn geboortestad. Zijn graf bestaat uit een marmeren sarcofaag met een borstbeeld.

## Na Regano
Na hem werd het bisdom Catania onbestuurbaar. Dit kwam door de politieke chaos tijdens de eenmaking van Italië. Pas in 1867 werd Catania officieel een aartsbisdom met de aanstelling van Giuseppe Benedetto Dusmet.